# الاستفتاء الدستوري اليمني 1991
أجري استفتاء دستوري في اليمن يومي 15 و16 مايو 1991. نتج عنه موافقة على الدستور الجديد بنسبة 98.5٪ من الناخبين، أما نسبة الإقبال فبلغت 72.2٪.

## النتائج
| خيار                        | الأصوات   | ٪    |
| --------------------------- | --------- | ---- |
| مع                          | 1,341,247 | 98.5 |
| ضد                          | 20,409    | 1.5  |
| أصوات غير صالحة / فارغة     | 3132      | -    |
| المجموع                     | 1,364,788 | 100  |
| الناخبون المسجلون / الاقبال | 1,890,646 | 72.2 |
| المصدر: Nohlen et al.       |           |      |

## لمحة تاريخية
- سنة 1981: تم إعداد أول مشروع دستور الوحدة لدولة الجمهورية اليمنية، في الـ 30 من ديسمبر 1981م، وأقرته اللجنة الدستورية المشتركة في جلستها الختامية للدورة الثالثة عشر، التي عقدتها اللجنة في مقر مكتب الوحدة بصنعاء [2]
- سنة 1991 : تم إجراء الاستفتاء على دستور الوحدة اليمنية تم تعديل الدستور
- سنة 2015 : تم تعديل هذا الدستور اليمني [3]

تنص المادة رقم (1) من الدستور على أن: "الجمهورية اليمنية دولة عربية إسلامية مستقلة ذات سيادة، وهي وحدة لا تتجزأ ولا يجوز التنازل عن أي جزءٍ منها، والشعب اليمني جزء من الأمة العربية والإسلامية".